# Broken Wax
Albums de Black Milk
Sound of the City Volume 1
(2005) Popular Demand
(2007)
Broken Wax est un EP de Black Milk, sorti le 21 novembre 2006.
Une version instrumentale de l'album a été incluse dans une édition limitée de l'opus suivant, Popular Demand, en 2007.

## Liste des titres
| No | Titre                                 | Contient un (des) sample(s) de                  | Durée |
| -- | ------------------------------------- | ----------------------------------------------- | ----- |
| 1. | Broken Wax                            |                                                 | 1:10  |
| 2. | Pressure                              |                                                 | 2:48  |
| 3. | Keep It Live (featuring Mr. Porter)   |                                                 | 3:13  |
| 4. | U's a Freak Bitch                     | Baby, Won't You Change Your Mind de Black Ivory | 3:01  |
| 5. | Tell 'Em (featuring Nametag)          |                                                 | 2:37  |
| 6. | Danger (featuring T3 et Phat Kat)     |                                                 | 3:33  |
| 7. | S.O.T.C. (featuring Fat Ray et Elzhi) |                                                 | 3:51  |
| 8. | Outro                                 |                                                 | 1:16  |